# Сузун-Завод. Монетный двор
Музейно-туристический комплекс «Сузун-Завод. Монетный двор» — музейный комплекс, посвященный истории Сузунского монетного двора, расположенный в поселке Сузун. Сузунский монетный двор был единственным монетным двором России, расположенным в Сибири.
Филиал Новосибирского государственного краеведческого музея.

## История
Экспозиция посвящена Нижне-Сузунскому медеплавильному заводу и монетному двору.
В 2011 Новосибирский краеведческий музей проводил археологическую раскопку на месте расположения монетного двора. Итоги раскопок представлены в экспозиции.
Обновленная экспозиция открыта 11 октября 2016 года. Торжественная церемония открытия музея состоялась при участии министра культуры Новосибирской области.
11 октября 2016 г. открыто третье здание МТК — музей «Монетный двор». 5 декабря 2014 г. открыт Историко-промышленный музей «Толчельня».
В 2016 г. МТК «Завод-Сузун. Монетный двор» вошёл с состав Новосибирского государственного краеведческого музея в качестве филиала. Руководителем назначен Пронин Алексей Олегович, кандидат исторических наук.
21 августа 2018 г. открылся Музей сибирской народной иконы.
17 декабря 2021 г. открыта обновлённая экспозиция «Дом и контора управляющего» музейно-туристического комплекса «Сузун-завод. Монетный двор» (филиал Новосибирского государственного краеведческого музея).

## Экспозиции
В состав музейно-туристического комплекса входят 4 экспозиции, расположенные в отдельных зданиях:
«Медеплавильный завод», «Монетный двор», «Дом и контора управляющего», «Сибирская народная икона».

### Дом и контора управляющего
В «Доме и конторе управляющего» воссозданы интерьеры XIX в. — времени, когда в этом доме жил и работал инженер, администратор и писатель Александр Черкасов, управляющий заводом в 1872—1883 гг.
Музей расположен в реконструированном одноэтажном доме на пересечении улиц Ленина (бывший Центральный переулок) и Коммунистической со значительным отступом от улицы Ленина. Главным юго-восточным фасадом здание обращено на улицу Коммунистическую.

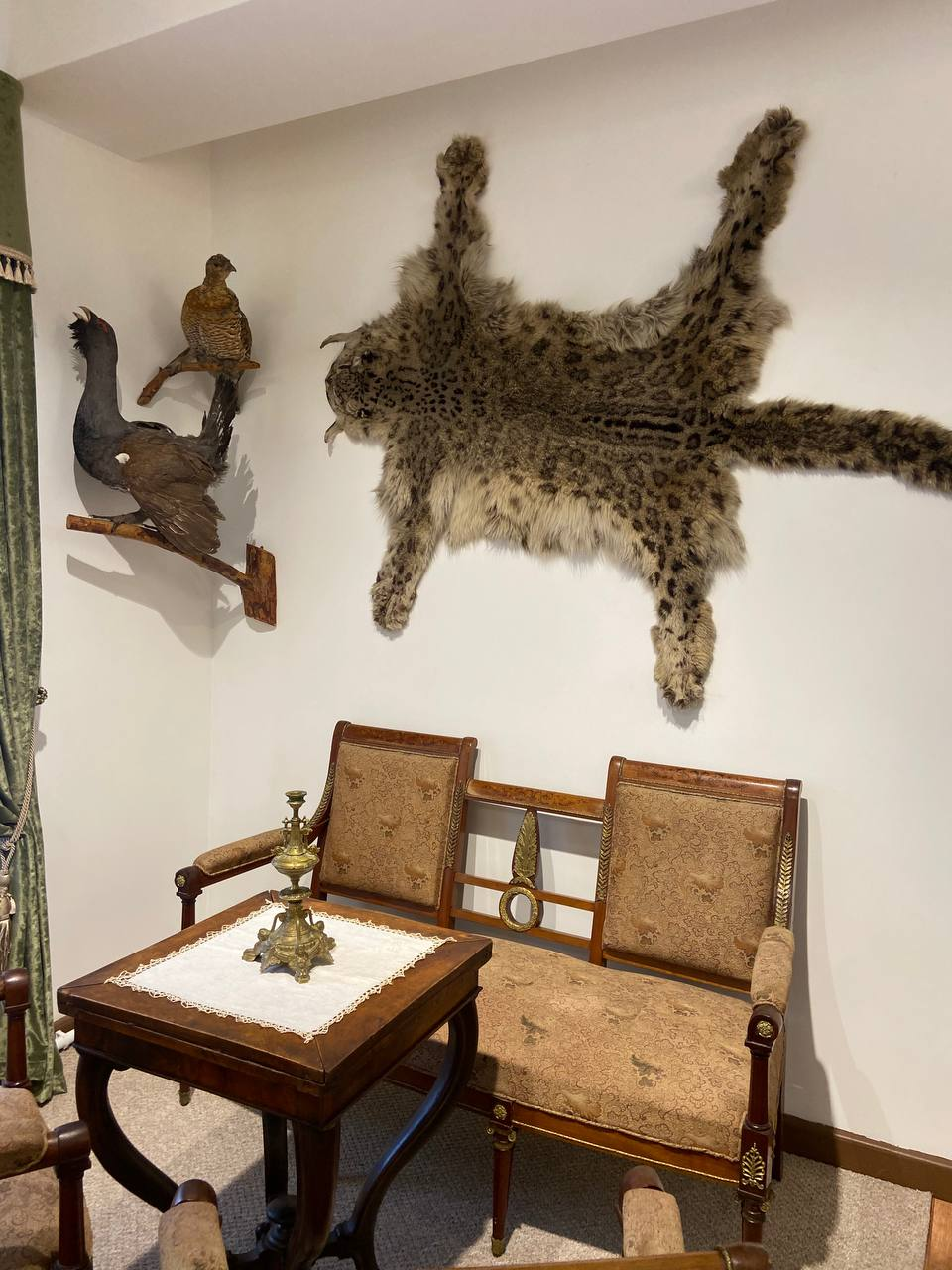
Обстановка рабочего кабинета

Основной объём здания, прямоугольный в плане, завершён четырёхскатной стропильной крышей. Здание стоит на каменном цоколе. Стены бревенчатые, обшиты рейкой: середина — «елочкой», нижняя часть и фриз — вертикальными рейками. Углы здания зашиты вертикальными досками. Композиция фасадов асимметричная. Оконные проемы большие прямоугольные одинарные и трехчастные: средняя часть более широкая, боковые — узкие. Окна обрамлены лаконичными наличниками с сандриками простого профиля и накладной геометрической резьбой на надоконных и подоконных досках.
Со стороны юго-восточного фасада расположено большое крыльцо главного входа с козырьком, опирающимся на деревянные столбы.
По планировочной структуре здание можно отнести к коридорному типу: Г-образный в плане коридор связывает все помещения.
Размеры здания в плане: 19,74 х 17,05 м.
В 2019—2021 годах в здании проходила комплексная реставрация и реконструкция.
В обновлённом музее посетители увидят просторную гостиную-столовую, где могли садиться за сервированный фарфоровым сервизом стол семья и принимать гостей, спальню, которая могла быть у Черкасова и его супруги, спальню для девочек, а также канцелярию и кабинет управляющего с большим столом, библиотекой и стойкой для охотничьего оружия.

В экспозиционных интерьерах представлены коллекции мебели, фарфора, оружия, костюмы и документы конца XIX начала XX века. Большая часть этих предметов была специально скомплектована для этой экспозиции и показывается публике впервые. Дополняют экспозицию материалы других известных служащих Сузунского медеплавильного завода.

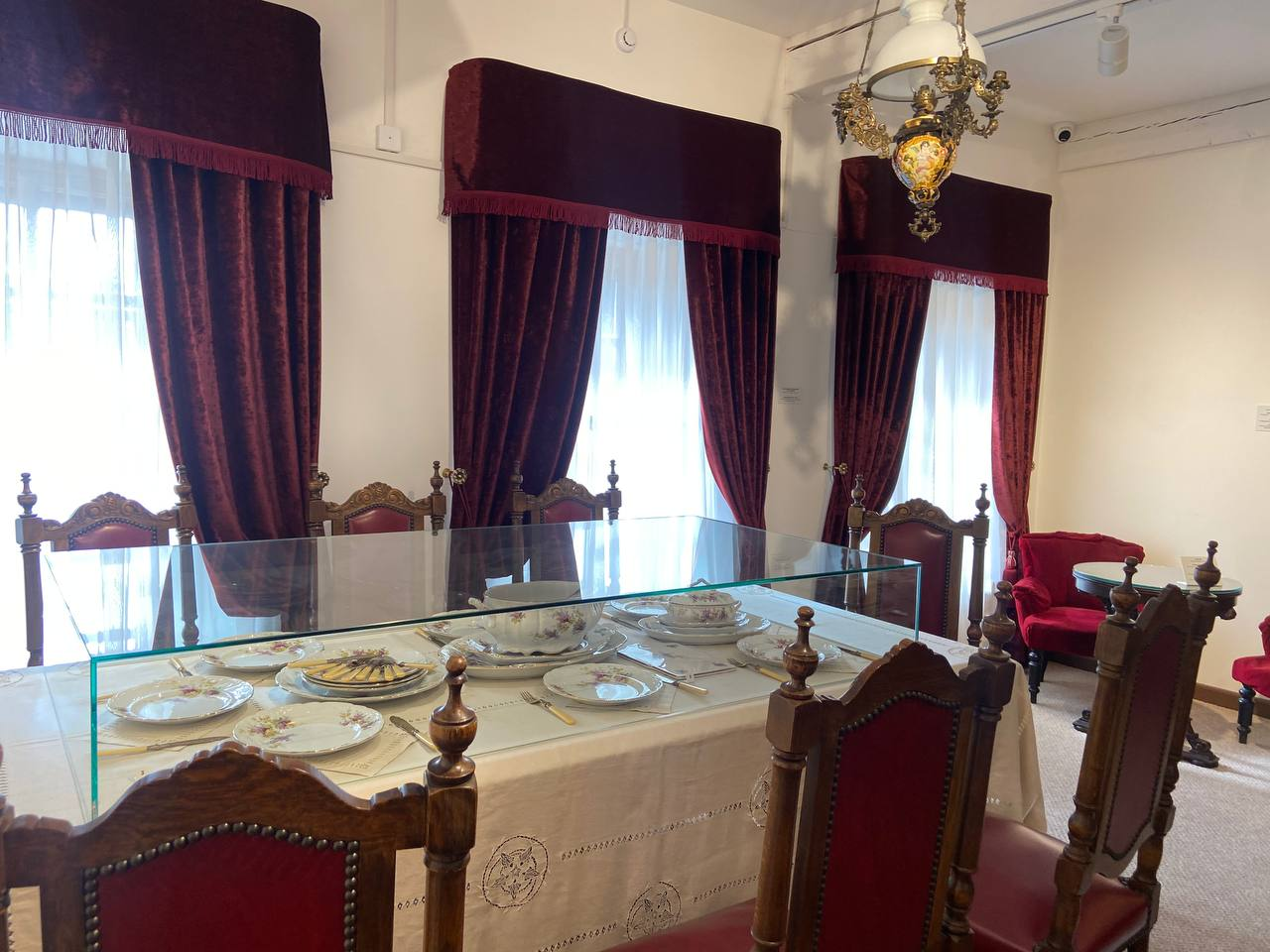
Столовая
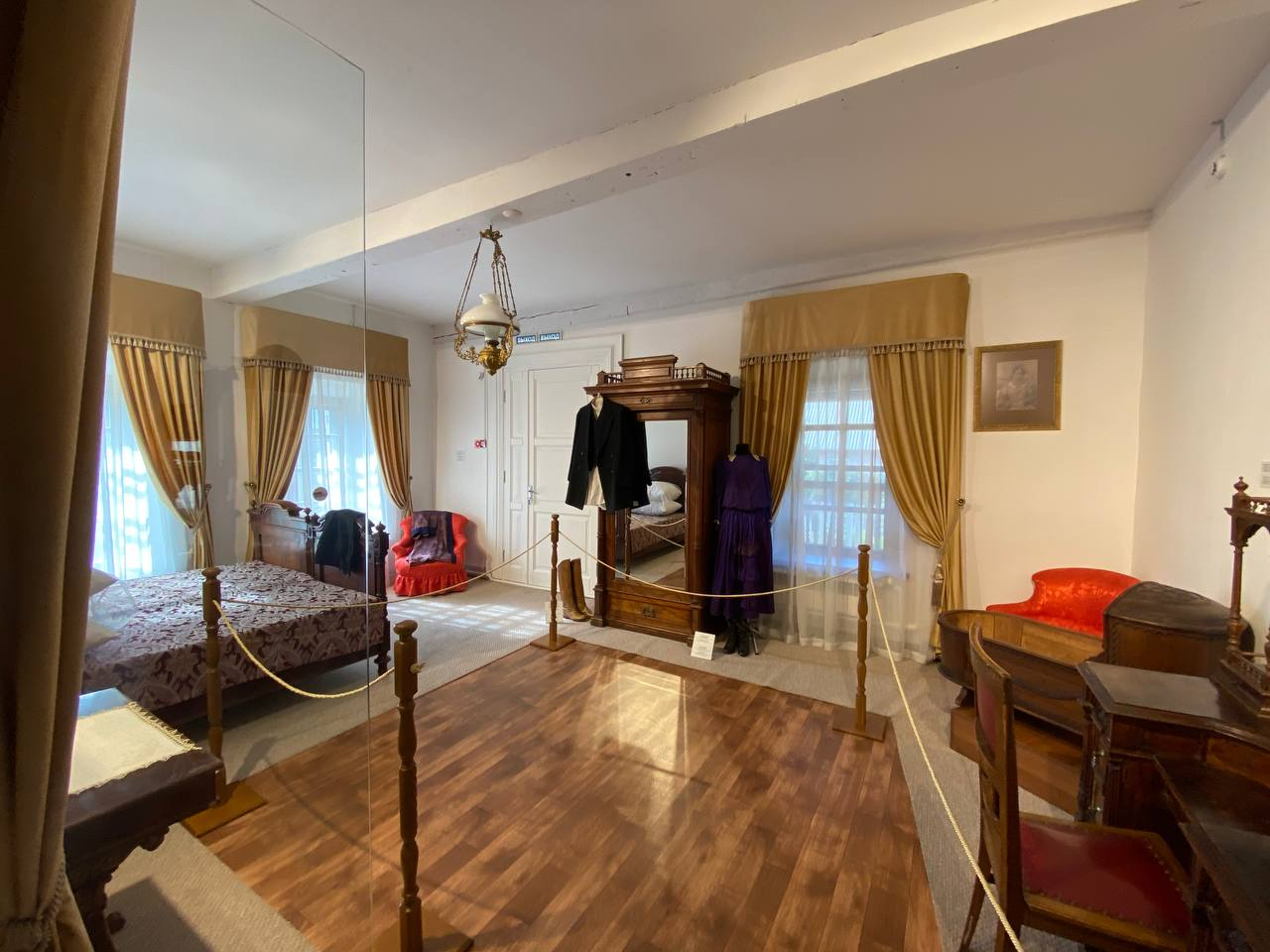
Спальня
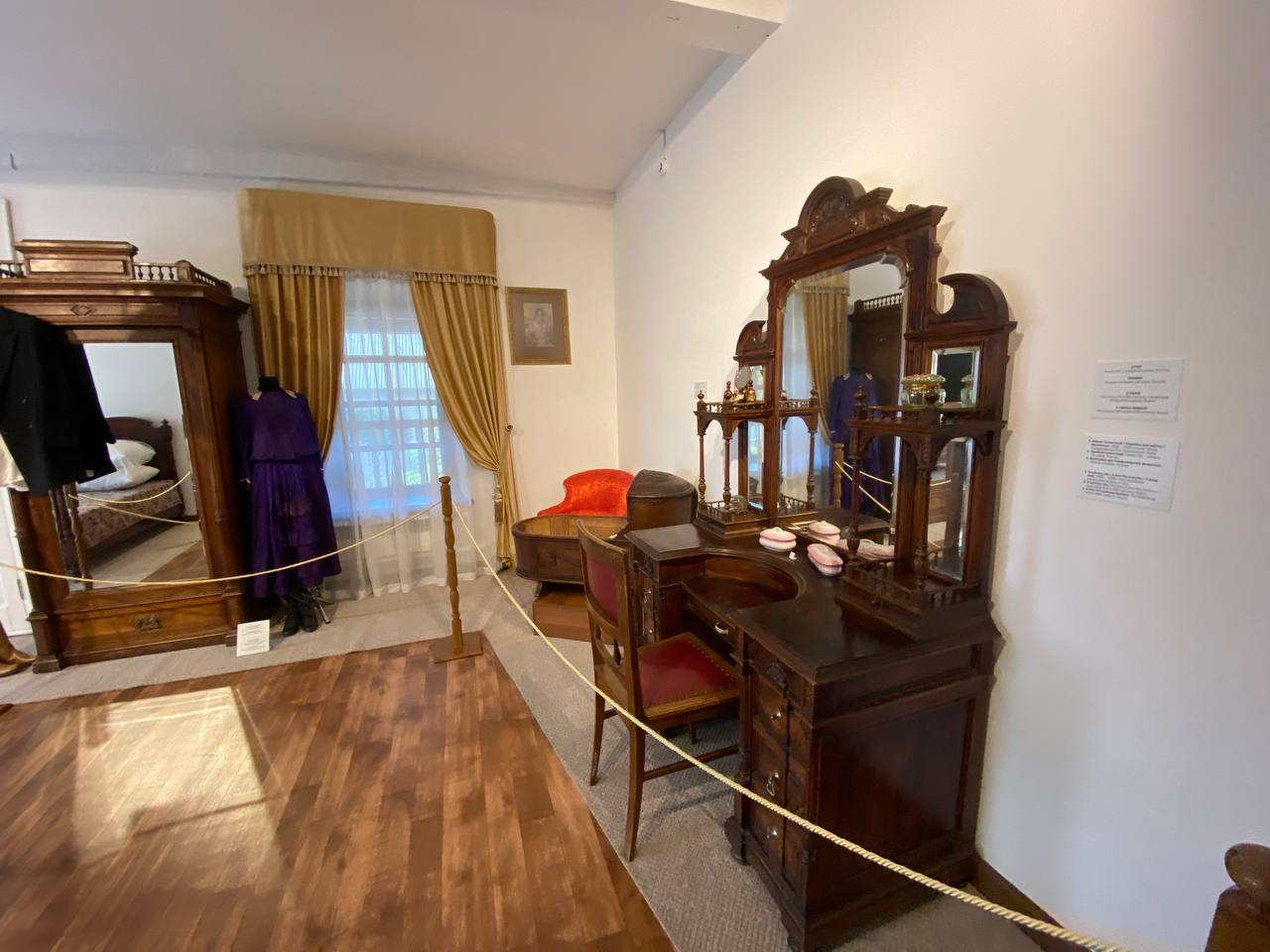
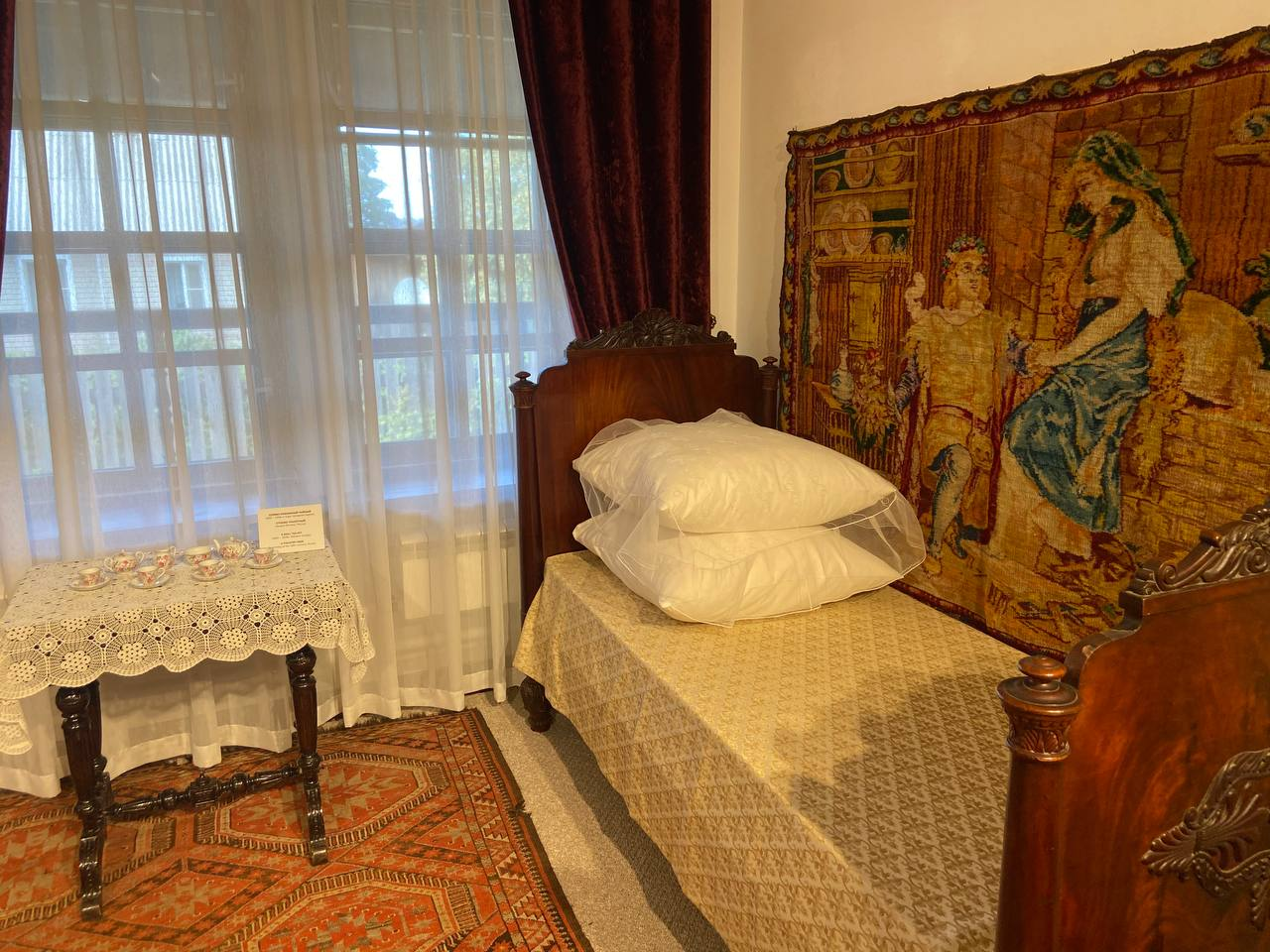
Спальня девочек

### Медеплавильный завод
В экспозиции «Медеплавильного завода» центральными экспонатами являются реконструкция плавильной печи «шплейзофен», масштабный макет Сузуна конца XVIII в. и действующая модель одной из заводских машин — «Толчеи для сору».
В музее также на основе чертежей XVIII в. смонтированы полномасштабные действующие станки монетного производства.

### Монетный двор
Экспозиция «Монетный двор» представляет весь процесс изготовления монеты.

### Сибирская народная икона
Музей сибирской народной иконы расположен в здании-памятнике регионального значения «Здание церковно-приходской школы» постройки конца XIX в. Экспозиция музея посвящена малоизвестному культурному феномену — народной иконе.